# Generalarzt
Generalarzt (dobesedno nemško Generalzdravnik) je bil specialistični generalski čin za pripadnike Sanitetnega častniškega korpusa Wehrmachta, ki pa je bil nasleden preko Reichswehra od Kaiserliche Heera. Ustrezal je činu generalmajorja.
Nadrejen je bil činu Oberstarzta in bil podrejen činu Generalstabsarzta.

## Oznaka čina
Oznaka čina, ki je bila enaka kot za preostale, razen da je bila podlaga oz. obroba temnomodre barve in da so na naramenski oznaki imeli še Eskulapovo palico, je bila sestavljena iz:
- naovratna oznaka čina (t. i. Litzen) je bila enaka za vse častnike in sicer stiliziran hrastov list z dvema paroma listnih žil na rdeči podlagi;
- naramenska oznaka čina je bila sestavljena iz štirih prepletenih (zlatih in belih) vrvic, ki so bile pritrjene na rdečo podlago;
- narokavna oznaka čina (na zgornjem delu rokava) za maskirno uniformo je bila sestavljena iz ene zlate črte in enega para stiliziranih hrastovih listov na črni podlagi.

Galerija
- Narokavna oznaka čina

Na bojišču pa so sanitetni častniki nosili tudi standarni narokavni trak Rdečega križa.